# Alisha Lehmann
Alisha Lehmann (n. 21 ianuarie 1999, Tägertschi, Berna, Elveția) este o jucătoare elvețiană de fotbal pe postul de mijlocaș și atacant.

## Carieră
S-a apucat de fotbal la vârsta de șase ani. Cu puțin înainte de a împlini 17 ani, a jucat pentru prima dată în Nationalliga A pentru BSC Young Boys Bern. Din 2018 până în 2024 a fost în Marea Britanie, jucând pentru West Ham United, FC Everton și Aston Villa. În 2024 s-a tranferat la Juventus Torino. Cu echipa din Italia a câștigat în 2025 atât campionatul, cât și cupa.
Alisha Lehmann este componentă a echipei naționale a Elveției. A debutat la vârsta de 18 ani. Cu echipa Elveției a participat la Campionatul Mondial din 2023 și la Campionatul European din 2025.

## Palmares
West Ham United
- Cupa FA finalistă: 2018-2019

Juventus Torino
- Serie A: 2024-2025
- Coppa Italia: 2024–2025

Elveția (U17)
- Campionatul European vicecampioană: 2015